# Carlos Roberto Reina
Carlos Roberto Reina Idiáquez (Tegucigalpa, 13 marzo 1926 – Tegucigalpa, 19 agosto 2003) è stato un politico honduregno.

## Biografia
È stato presidente dell'Honduras dal gennaio 1994 al gennaio 1998.